# Бајт
Бајт (енгл. byte, као другачије написан облик речи bite са значењем „одгризак") је јединица мере података у рачунарству. Састоји се од одговарајућег броја битова, али као мера није апсолутно стандардизована - бајтови различитих рачунара могу имати различит број битова, нпр. између 4 и 32. Чињенични стандард је, међутим, 8 битова ("октет") и данас је тешко наћи рачунаре са различитом дефиницијом бајта. Реч бајт је скраћеница од енглеских речи by eight и значи „за осам”, али је такође скраћеница и од binary term.
Разлог за постојање ове јединице информације је практичан. Да би се дефинисала основна величина података довољна за смештање једног слова односно знака интерпункције, али такође и за пренос комуникационим каналима као и ради дефинисања основне адресибилне јединице података. У складу са сложеношћу процесорске архитектуре дефинисана је и основна величина речи којом барата процесор. Тако се временом од 8-битног процесора прешло на 16-битне, 32-битне и тренутно на 64-битне. Тако је и величина процесорске речи, ширина адресне линије, регистара и адресибилна јединица за приступ постала значајно већа, међутим још увек сви процесори чувају, компатибилности ради, могућност да баратају појединачним бајтовима. Зато и данас (условно) важи стара дефиниција бајта: Бајт је најмања адресибилна јединица количине података.
Да би се разликовали бајтови произвољне величине од уобичајене 8-битне дефиниције, документи мрежног протокола као што је Интернет Протокол ( 791) означавају 8-битни бајт као октет. Ти битови у октету се обично броје са цифрама од 0 до 7 или 7 до 0 у зависности од битне оријентације. Први бит је број 0, што чини осми бит бројем 7.
Величина бајта је историјски зависила од хардвера и нису постојали дефинитивни стандарди који би налагали величину. Коришћене су величине од 1 до 48 бита. Шестобитни код карактера био је често коришћена имплементација у раним системима кодирања, а рачунари који користе шест-битне и девет-битне бајтове били су уобичајени током 1960-их. Ови системи су често имали меморијске речи од 12, 18, 24, 30, 36, 48 или 60 бита, што одговара 2, 3, 4, 5, 6, 8 или 10 шесто-битних бајтова. У овој ери, груписање битова у току инструкција често се називало слоговима или слабовима, пре него што је термин бајт постао уобичајен.
Савремени де факто стандард од осам бита, како је документовано у ISO/IEC 2382-1:1993, је подесни степен двојке који дозвољава бинарно кодиране вредности од 0 до 255 за један бајт—2 на степен од 8 је 256. Међународни стандард IEC 80000-13 је кодификовао ово заједничко значење. Многи типови апликација користе информације које се могу представити у осам или мање битова и дизајнери процесора обично оптимизују за ову употребу. Популарност великих комерцијалних рачунарских архитектура је помогла у свеприсутном прихватању 8-битног бајта. Модерне архитектуре обично користе 32- или 64-битне речи, које се састоје од четири или осам бајтова.
Симбол јединице за бајт је означен као велико слово Б од стране Међународне електротехничке комисије (IEC) и Института инжењера електротехнике и електронике (IEEE). На међународном нивоу, јединични октет, симбол о, експлицитно дефинише секвенцу од осам битова, елиминишући потенцијалну двосмисленост термина „бајт”.

## Етимологија и историја
Термин бајт је сковао Вернер Бухолц у јуну 1956. године, током ране фазе дизајна за ИБМ Стреч рачунара, који је имао адресирање на инструкције битова и променљиве дужине поља (VFL) са величином бајта кодираном у инструкцији. Правопис речи је намерно изабран како би се избегло случајно поистовећивање са битом.